# Versuchs- und Lehranstalt für Spiritusfabrikation

Die Versuchs- und Lehranstalt für Spiritusfabrikation und Fermentationstechnologie (VLSF) war eine Forschungs- und Ausbildungseinrichtung der Spiritus-, Essig- und sonstiger Getränkeindustrie im Berliner Ortsteil Wedding.

## Geschichte
Am 19. Juni 1854 gründeten 127 Vertreter nord- und ostdeutscher Kartoffelbrennereien in Berlin den Verein der Spiritusfabrikanten in Deutschland. Neben der Herausgabe einer eigenen Zeitschrift wurde am 28. September 1874 eine Versuchsstation unter Leitung von Max Delbrück in Betrieb genommen, deren Räumlichkeiten ursprünglich im Bereich zwischen Invaliden- und Dorotheenstraße lagen. Hinzu kam 1874 auch die Gründung eines eigenen Forschungsinstituts, dem Institut für Gärungsgewerbe, an dem sich später weitere Gesellschafter wie die 1883 gegründete Versuchs- und Lehranstalt für Brauerei (VLB) beteiligten.
Eine in Biesdorf bereits bestehende Brennerei konnte 1879 von Delbrück gepachtet und für Versuchszwecke ausgebaut werden. Hauptgegenstand der technologischen Untersuchungen waren zu der Zeit Verbesserungen bei der Herstellung von Ethylalkohol landwirtschaftlichen Ursprungs.

Ein Neubau auf dem Gelände der Landwirtschaftlichen Hochschule erweiterte 1884 die Laboratorien.
Mit Königlicher Kabinettsorder vom 14. Dezember 1887 wurde dem Verein der Rechtsstatus einer juristischen Person verliehen.
1888 eröffnete der Verein eine Kartoffelkulturstation und gründete 1892 eine Hefereinzuchtanstalt. Im Gebiet des Gutsbezirks Plötzensee wurden 1897 Neubauten speziell für die Bedürfnisse des Vereins und der kooperierenden Einrichtungen geschaffen.
Am 3. September 1939 wurde der Name des Vereins auf Versuchs- und Lehranstalt für Spiritusfabrikation in Berlin (VLS) geändert.
1956 wurde auf dem hinteren Gelände ein neues Verwaltungsgebäude für errichtet.
Am 25. Juni 1971 beschloss die Mitgliederversammlung die Erweiterung des Namens auf Versuchs- und Lehranstalt für Spiritusfabrikation und Fermentationstechnologien in Berlin (VLSF). Infolge der Aufgabenerweiterung wurde ein Neubau nötig, der von 1973 bis 1976 für das von der VLSF unterhaltene Forschungsinstitut für Biotechnologie im Institut für Gärungsgewerbe und Biotechnologie (IfGB) errichtet wurde. Das IfGB war bis 2002 als BGB-Gesellschaft der drei Gesellschafter VLB, VLSF und der Versuchsanstalt für Hefe (VH) organisiert und wird seitdem allein von der VLB betrieben.
Im Hinblick auf die sich abzeichnende Aufhebung des Branntweinmonopols wurde 2001 der Brennereibetrieb des VLSF eingestellt und der Verein löste sich 2002 unter Durchführung eines Insolvenzverfahrens auf, bei dem die Versuchs- und Lehranstalt für Brauerei alle Aktiva übernahm.

## Ausbildung
1875 war eine Brennereischule zur Ausbildung von Brennereibetriebsleitern eröffnet worden. Die Versuchsstation diente zur Ausbildung und Qualifizierung der gesamtdeutschen Brenner und Destillateure. In Kooperation mit der Landwirtschaftlichen Hochschule wurde ab 1903 ein Studiengang zum Diplom-Brennermeister eingerichtet. Seit 1908 boten beide auch einen Studiengang zum Diplom-Brennereiingenieur an; ab 1933 kam das Promotionsrecht hinzu.
Die Brennerausbildung erfolgte bis zur Einstellung des eigenen Brennereibetriebes im Jahr 2001.

## Publikationen
Bereits in der Vereinssatzung von 1857 wurde beschlossen: „Der Verein gründet eine eigene Zeitschrift ...“
Im ersten Jahrgang 1857–1858 erschienen fünf Hefte der Zeitschrift des Vereins der Spiritus-Fabrikanten in Deutschland.
Bis 1866 wurde diese Zeitschrift von Udo Schwarzwäller redigiert. Als Nachfolge erschien dann ab 1867 die „Neue Zeitschrift für deutsche Spiritusfabrikanten“ Organ des Vereins der Spiritus-Fabrikanten in Deutschland, die auch außerhalb der Vereinsmitgliedschaft abonniert werden konnte und auch über den Buchhandel erhältlich war.
Diese Zeitschrift erschien nicht mehr monatlich, sondern mit 24 Ausgaben pro Jahr.
Ab dem 1. Januar 1878 wurde die Herausgabe der Zeitschrift Max Delbrück übertragen. Bis zum Ende des 19. Jahrhunderts war auch Max Maercker an der Schriftleitung beteiligt.

## Persönlichkeiten

### Vorsitzende bzw. Präsidenten der VLS(F)
- 1857 bis 1893: Ökonomierat Kiepert aus Marienfelde
- 1893 bis 1895: Ökonomierat Neuhauss aus Selchow
- 1895 bis 1909: Exzellenz von Graqss aus Klanin
- 1909 bis 1910: Amtsrat Schmidt aus Löhme
- 1910 bis 1923: Geh. Ökonomierat Dr. phil. h.c. Saeuberlich aus Gröbzig
- 1923 bis 1931: Rittergutsbesitzer von Negenborn aus Klonau
- 1931 bis 1952: Ökonomierat Richter aus Lautitz
- 1952 bis 1972: Staatsminister a. D. Dr. h. c. Lorberg aus Wickstadt
- ab 1972: Güterdirektor Bittelmann aus Bomlitz / Walsrode

### Geschäftsführer
- 1966 bis 1990: Johannes Heinricht